# Vanha-Mielon metsä
Vanha-Mielon metsä este o arie protejată (arie specială de conservare — SAC, sit de importanță comunitară — SCI) din Finlanda întinsă pe o suprafață de 14 ha, integral pe uscat.

## Localizare
Centrul sitului Vanha-Mielon metsä este situat la coordonatele 61°02′02″N 28°16′14″E / 61.0339°N 28.2706°E.

## Înființare
Situl Vanha-Mielon metsä a fost declarat sit de importanță comunitară în mai 2002 pentru a proteja 1 specie de animale. Situl a fost protejat și ca arie specială de conservare în aprilie 2015.

## Biodiversitate
Situată în ecoregiunea boreală, aria protejată conține 2 habitate naturale: Taiga vestică, Păduri fino-scandinave bogate în ierburi cu Picea abies.
La baza desemnării sitului se află o specie protejată de  mamifere: veveriță zburătoare siberiană (Pteromys volans).